# II. Zivilsenat des Reichsgerichts
Das Reichsgericht in Leipzig war in bis zu neun Zivilsenate eingeteilt. Der II. Zivilsenat bestand von 1879 bis 1945.

## Geschichte

### 1879 bis 1900

#### Rheinisches Recht

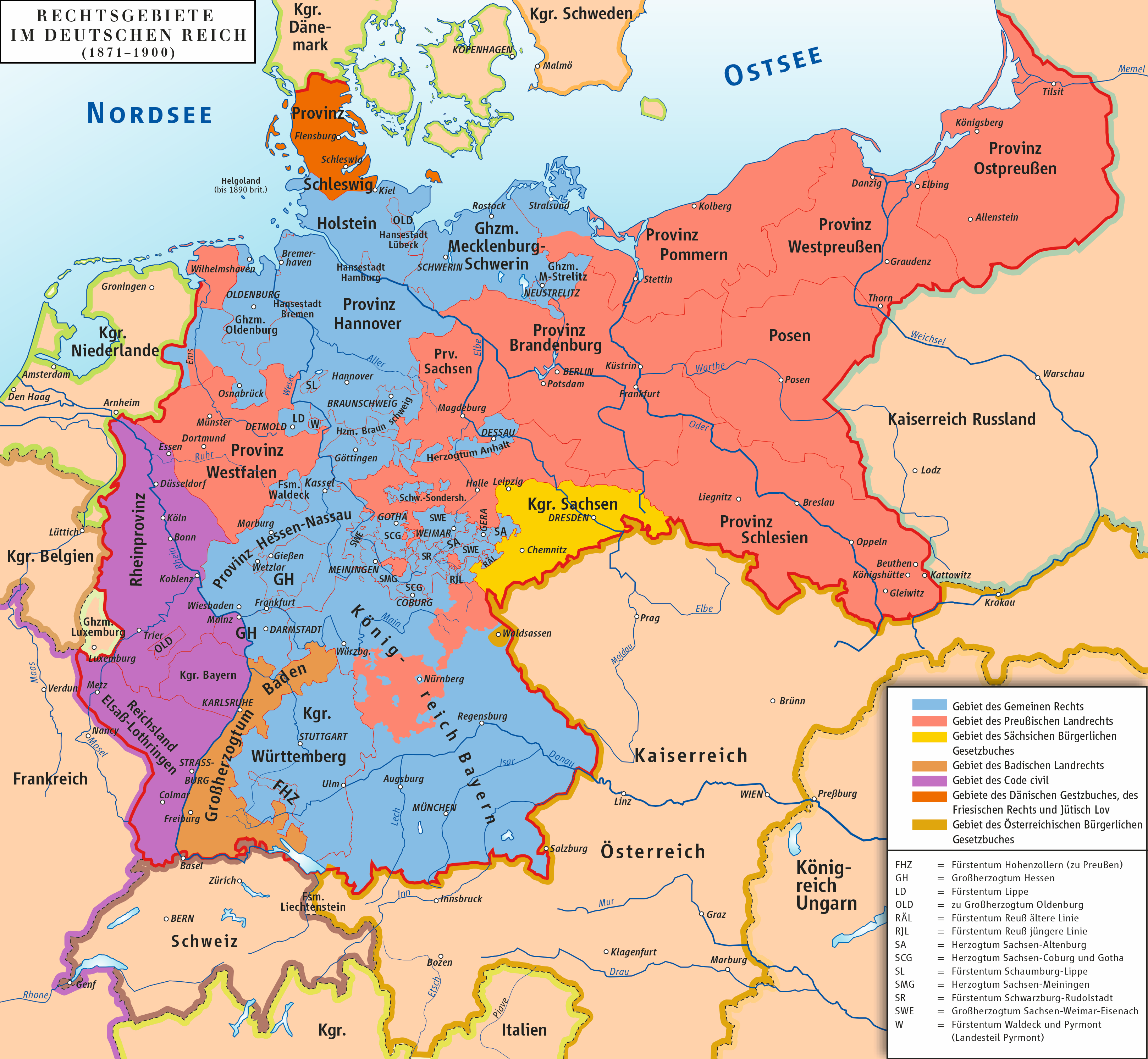
Räumlicher Geltungsbereich des Code civil (violett) und des Badischen Landrechts (orange)

Der Senat wurde 1879 gemäß § 132 GVG 1877 und § 1 Geschäftsordnung des Reichsgerichts gebildet. Bekannt wurde er als „rheinischer Senat“. Der französische Code civil galt in wörtlichen oder fast wörtlichen Übersetzungen in einer großen Anzahl von europäischen Staaten bis zum Ende des 19. Jahrhunderts. Der französische Rechtskreis ist im 19. Jahrhundert auf deutschem Boden zersplittert: Links des Rheins bleibt der Code auch nach dem Wiener Kongress 1815 in Kraft. Die betroffenen Staaten bilden dafür eigene Obergerichte, wegen des Wegbrechens des Kassationshofs in Paris: Das preußische Rheinland mit dem Appellationsgerichtshof in Köln und dem Revisions- und Kassationshof in Berlin; Rheinhessen mit dem Appellationsgerichtshof in Mainz und dem Revisions- und Kassationsgerichtshof in Darmstadt; die bayerische Pfalz mit dem Appellationsgerichtshof in Zweibrücken und dem
Oberappellationsgericht in Zweibrücken bzw. München; sowie Baden mit dem
Oberhofgericht in Mannheim. Sie stehen in Konkurrenz zu dem französischen Kassationshof in Paris und dem belgischen Kassationshof in Brüssel. Durch die Reichsgründung entsteht eine neue Lage. Zwar wird der Einfluss des rheinischen Rechts 1871 größer durch die Annexion Elsass-Lothringens mit seinem Obergericht in Colmar. Etwa 1/6 des Reichsgebiets gehörte nun zum Anwendungsbereich des „rheinischen“ Zivilrechts, aber mit der Reichsverfassung hatte das Reich die Kompetenz in der Gerichtsbarkeit. Ein gemeinsames neues Obergericht entsteht, das Reichsgericht in Leipzig mit seinem „rheinischen Senat“.

#### Rheinischer Senat und Code civil
Die Senats-Judikatur habe sich nach je nach Ansicht entweder von der französischen Judikatur entfernt, „indem sie ihre Ergebnisse in Übereinstimmung mit dem gemeinen Recht brachte“, oder nach neuerer Ansicht grundsätzlich an der französischen Literatur und Praxis angelehnt und in diesem Zusammenhang großen Wert auf den Willen des Gesetzgebers gelegt, wie bereits die häufige Heranziehung der Materialien zum Code civil zeigten.

#### Abweichungen
Abweichungen von der französischen Lesart sind beispielsweise hinsichtlich des Markenschutzes zu beobachten: es lehnte das Reichsgericht Ansprüche aus Art. 1382f. C.C. Gegensatz zur von der französischen Rechtsprechung entwickelten concurrence déloyale ab, da es das Markenrecht des Reiches als spezieller ansah. Auch lehnte der Senat bei Arbeitsunfällen eine Umkehr der Beweislast ab, anders als 1896 der Kassationshof in der Teffaine-Entscheidung, wobei die Überlagerung durch Spezialgesetzgebung, wie das Unfallversicherungsgesetz (1882) und das Reichshaftpflichtgesetz (1871) eine Rolle gespielt hat. Auch bezog der Senat in der „Bronzestatue“-Entscheidung aus dem Jahre 1894 eine abweichende Stellung. Der Kläger hatte hier eine vermeintlich antike Bronzestatue teuer erworben. Die kurze Gewährleistungsfrist (bref delai) von Art. 1648 C.C. war bereits abgelaufen. Der II. Zivilsenat gewährte die Nichtigkeitsklage gemäß Art. 1110 C.C. um den Vertrag aufzuheben. Die Nichtechtheit als Substanzirrtum (erreur sur la substance) nach der damaligen französischen herrschenden Meinung qualifiziert. „Es mag übrigens bemerkt werden, daß gemäß der vom Reichsgericht (RGZ 19, S. 264) gebilligten Ansicht von Savigny (System, Bd. III, S. 276 ff.) auch nach gemeinem Rechte erhebliche Momente für die Annahme eines wesentlichen Irrtumes im vorliegenden Falle anzuerkennen sein würden“. Nach Inkrafttreten des BGB änderte der Senat seine Rechtsprechung.

#### Entscheidungen
Entscheidungen des Senats zum französisch-rheinischen Zivilrecht sind im „Rheinischen Archiv“ und in der vom Reichsgerichtsrat Puchelt herausgegebenen „Zeitschrift für französisches Zivilrecht“ zu finden.

#### Rheinischer Senat und BGB
Die Feiern zum Jubiläum des Code civil im Jahr 1904 waren dem Senats- wie Delegationsmitglied in Paris Eduard Müller Anlass, den Einfluss des Code auf das deutsche Zivilrecht zu beschreiben. Ihm zufolge sei der Code "in den Vorarbeiten zum BGB umfassend berücksichtigt worden". Sein Einfluss "auf einzelne Bestimmungen und, was noch bedeutender ist, auf die Technik des BGB" sei unverkennbar. Nachwirkungen des Code civil zeigte sich in der Frage der Konkurrenz der Anfechtung nach § 119 II BGB mit dem kaufrechtlichen Gewährleistungsrecht. 1902 vertrat der Senat noch die Ansicht, dass beides unabhängig voneinander anwendbar sei. 1905 schwenkte der Senat auf die Linie des V. Zivilsenats ein, der die am ALR entwickelte der heute h. M. vertrat.

### 1900 bis 1945
Nach dem 1. Januar 1900, dem Stichtag für das BGB, hatte der Senat auch noch weiterhin Altfälle aufzuarbeiten. Aus dieser Zeit stammt auch die „Kies“-Entscheidung (RGZ 54, 98), in der zum ersten Mal die Lehre der positiven Vertragsverletzung anerkannt und für ein von § 326aF BGB losgelöstes Rücktrittsrecht geschaffen wurde.
Weiter bekannte Entscheidungen:
- „Petroleum“ (RGZ 50, 255; Urteil vom 11. April 1902. Strenge Differenztheorie zu §§ 326 ff. BGB a.F.)[4])
- "Baumwollsaatenmehl "Eichenlaub"" (RGZ 57, 116ff; Urteil vom 23. Februar 1904 zur Unmöglichkeit der Leistung bei der Gattungsschuld)[5]
- Haakjöringsköd-Fall (RGZ 99, 147)
- „Silber-Fall“ (RGZ 101, 107f.; Urteil vom 17. Dezember 1920 zum offenen Kalkulationsirrtum)[6]
- Ruisdael-Fall (RGZ 135, 339)
- „Mißlungenes Scheingeschäft“ (RGZ 168, 204; Urteil vom 24. November 1941 zur Einschränkung von § 118 BGB durch § 242 BGB)[7]

## Geschäftsverteilung 1900
„Dem II. Zivilsenat sind zugewiesen:
1. Sofern es sich um Anwendung der vom Jahre 1900 ab geltenden neuen Gesetze handelt, aus dem ganze Reiche, andernfalls nur aus den unter Ziff. 3 bezeichneten Bezirken, die Rechtsstreitigkeiten, über:
a) Besitz und Eigentum an beweglichen Sachen (einschließlich von Fällen des § 771 ZPO) nebst Ansprüchen aus Funden (§ 965 ff.) sowie auch auf Vorlegung von Sachen (BGB §§ 809 bis 811), (1904 an 7. Zivilsenat)
b) Ansprüche aus Kauf und Tausch von beweglichen Sachen und Forderungen mit Ausnahme von Wertpapieren,
c) Nießbrauch und Pfandrecht an beweglichen Sachen und an Rechten einschließlich von kaufmännischen Zurückbehaltungsrecht (n. § 369 HGB) und von Rechtsgeschäften hierüber. (1904 an 7. Zivilsenat)
2. Alle Rechtsstreitigkeiten über Warenzeichen (Reichsgesetz vom 12. Mai 1894) und unlauteren Wettbewerb (Reichsgesetz vom 27. Mai 1896).
3. Aus den Oberlandesgerichtsbezirken Colmar, Köln, Karlsruhe und Zweibrücken sowie auch aus dem Landgerichtsbezirke Mainz, außerdem alle nicht einem anderen Senate besonders zugewiesenen Sachen.
4. Die Vorentscheidung in Zivilsachen nach § 11 des Einführungsgesetzes zum Gerichtsverfassungsgesetz in Fällen aus dem Oberlandesgerichtsbezirke Colmar.“

## Besetzung
Farblegende:

### Senatspräsidenten
| Nr. | Name                                     | Ernennung       | Senatsaustritt   | |  |
| --- | ---------------------------------------- | --------------- | ---------------- | --- |  |
| 1   | Adrian Bingner (1830–1902)               | 1. Oktober 1879 | 8. Mai 1902      | Verstorben |  |
| 2   | Richard Förtsch (1837–1916)              | 1. Juni 1902    | 1. Juni 1910     | Ruhestand |  |
| 3   | Eugen Meyn (1849–1926)                   | 1. Juni 1910    | 1. Juni 1912     | Übertritt als Präsident zum 3. Zivilsenat                                                                                    |  |
| 4   | Heinrich Sievers (1848–1918)             | 1. Juni 1912    | 4. Oktober 1918  | Verstorben |  |
| 5   | Alfred Hagens (1856–1934)                | 1. Februar 1919 | 1. April 1924    | Ruhestand |  |
| 6   | Richard Mansfeld (1865–1943)             | 1. April 1924   | 1. Dezember 1933 | Ruhestand |  |
| 7   | Gerhart Veltman (1871–1945) (Vertretung) | 1934            | vor 1. Juli 1934 | |  |
| 8   | Wilhelm Kiesow (1881–1938)               | 1. Februar 1934 | 15. Januar 1938  | Verstorben |  |
| 9   | Eugen Kolb (1879–1954)                   | 1939            | 1945             | Zugleich seit 1. April 1942 Vizepräsident des Reichsgerichts; nach 1945 Hilfsarbeiter im württembergischen Justizministerium |  |

### Reichsgerichtsräte
| Nr. | Name                                       | Senatseintritt                                            | Senatsaustritt                        |                                                                             |  |
| --- | ------------------------------------------ | --------------------------------------------------------- | ------------------------------------- | --------------------------------------------------------------------------- |  |
| 1   | Johann Wernz (1819–1895)                   | 1. Oktober 1879                                           | 15. Juni 1886                         | Übertritt zum 1. Strafsenat                                                 |  |
| 2   | Friedrich Gallenkamp (1818–1890)           | 1. Oktober 1879                                           | 1. Oktober 1880                       | Übertritt zum 1. Zivilsenat                                                 |  |
| 3   | Ferdinand von Gmelin (1824–1896)           | 1. Oktober 1879                                           | 1. Mai 1886                           | Übertritt zum 6. Zivilsenat                                                 |  |
| 4   | August Hullmann (1826–1887)                | 1. Oktober 1879                                           | 1. Oktober 1880                       | Übertritt zum 3. Zivilsenat                                                 |  |
| 5   | Friedrich Wulfert (1822–1900)              | 1. Oktober 1879                                           | 1. Juli 1886                          | Ruhestand                                                                   |  |
| 6   | Viktor von Meibom (1821–1892)              | 1. Oktober 1879                                           | 1. Oktober 1880                       | Übertritt zum 1. Zivilsenat                                                 |  |
| 6   | Franz Josef Rottels (1812–1890)            | 1. Oktober 1879                                           | 1. Juni 1882                          | Ruhestand                                                                   |  |
| 7   | Gustav Theodor Friedrich Derscheid (1827–) | 1. Oktober 1879                                           | 1. Januar 1890                        | Ruhestand                                                                   |  |
| 8   | Konrad Robert Rüger (1829–1899)            | 1. Januar 1880                                            | 1. Juli 1886                          | Übertritt zum 6. Zivilsenat                                                 |  |
| 9   | Karl Heinrich Dreyer (1830–1900)           | 1. Januar 1880                                            | 1. Oktober 1891                       | Übertritt zum 1. Zivilsenat                                                 |  |
| 10  | Lorenz Hauser (1828–1882)                  | 1. Januar 1880                                            | 1. Januar 1881                        | Übertritt zum 1. Strafsenat                                                 |  |
| 11  | Gabriel Hubert Iser (1826–1907)            | 1. Juni 1882                                              | 1. Januar 1893                        | Ruhestand                                                                   |  |
| 12  | Ernst Sigismund Puchelt (1820–1885)        | 11. April 1883                                            | 6. Februar 1885                       | Verstorben                                                                  |  |
| 13  | Karl Wielandt (1830–1914)                  | 1. Juni 1885                                              | 1. März 1900                          | Ruhestand                                                                   |  |
| 14  | Julius Petersen (1835–1909)                | 31. März 1886                                             | 1. November 1900                      | Ruhestand                                                                   |  |
| 15  | Cassius Rospatt (1830–1917)                | 1. Mai 1886                                               | 1. November 1901                      | Ruhestand                                                                   |  |
| 16  | Eduard Wüstenfeld (1831–1923)              | 15. Juli 1886                                             | 1. Oktober 1904                       | Ruhestand                                                                   |  |
| 17  | Richard Förtsch (1837–1916)                | 11. Oktober 1891                                          | 1. Mai 1899                           | Übertritt zum 7. Zivilsenat                                                 |  |
| 18  | Eduard Pape (1836–1896)                    | 1. Januar 1893                                            | 18. Dezember 1896                     | Verstorben                                                                  |  |
| 19  | Ernst Remelé (1842–1914)                   | 1. Juli 1894                                              | 1. April 1912                         | Ruhestand                                                                   |  |
| 20  | Friedrich Ludwig Petry (1840–1927)         | 1. Februar 1897                                           | 1. Februar 1910                       | Ruhestand                                                                   |  |
| 21  | Adolf von Baerenfels (1840–1920)           | 1. Mai 1899                                               | 1. November 1906                      | Ruhestand                                                                   |  |
| 22  | Eduard Müller (1854–1908)                  | 1. März 1900                                              | 4. September 1908                     | Verstorben                                                                  |  |
| 23  | Ernst Heinrich Peez (1846–1923)            | 1. November 1900                                          | 1. Januar 1912                        | Ruhestand                                                                   |  |
| 23  | Karl Maria Henderichs (1848–)              | 1. November 1901                                          | 1. Februar 1919                       | Ruhestand                                                                   |  |
| 24  | Heinrich Koenige (1852–1935)               | 1. November 1904                                          | 1. Januar 1914                        | Übertritt zum 3. Zivilsenat                                                 |  |
| 25  | Eduard Hermann Karl Ruffmann (1852–)       | 1. November 1906                                          | 1. Februar 1919                       | Ruhestand                                                                   |  |
| 26  | Ernst Heydweiller (1860–)                  | 31. Oktober 1908                                          | 1. Juni 1928                          | Ruhestand                                                                   |  |
| 27  | Franz Ludwig Reiff (1856–)                 | 1. Februar 1910                                           | 1. September 1919                     | Austritt                                                                    |  |
| 28  | Adolf Lobe                                 | 16. September 1910 (seit 16. September 1910 Hilfsrichter) | 1. Januar 1912                        | Übertritt zum 4. Strafsenat                                                 |  |
| 29  | Wilhelm Meyer (1860–1931)                  | 16. September 1910 (Hilfsrichter)                         | 1. Oktober 1911(Hilfsrichter)         | Übertritt zum 1. Zivilsenat                                                 |  |
| 30  | Richard Michaëlis (1856–1941)              | 1. Januar 1911 (Hilfsrichter)                             | 1. Oktober 1911(Hilfsrichter)         | Übertritt zum 5. Strafsenat                                                 |  |
| 31  | Karl Lilienthal (1858–1935)                | 1. April 1912                                             | 1. Oktober 1926                       | Ruhestand                                                                   |  |
| 32  | Richard Mansfeld (1865–1943)               | 1. November 1912                                          | 1. Oktober 1922                       | Ernennung zum Senatspräsidenten des 4. Zivilsenats                          |  |
| 33  | Münster (-1914)                            | 9. November 1912 (Hilfsrichter)                           | 10. Januar 1914 (Hilfsrichter)        | Verstorben                                                                  |  |
| 34  | Karl Bruno Johannes Westphal (1860–1916)   | 5. April 1914 (seit 7. November 1912 Hilfsrichter)        | 13. Februar 1916                      | Verstorben                                                                  |  |
| 35  | Carl Wilhelm Niederstein (1864–1922)       | 15. November 1913 (Hilfsrichter)                          | 1. Januar 1914 (Hilfsrichter)         | Übertritt zum 1. Strafsenat                                                 |  |
| 36  | Friedrich Philippi (1859–1938)             | 1. Januar 1914                                            | 1. März 1918                          | Austritt; in den Staatsdienst Hamburgs                                      |  |
| 37  | Erich Brodmann (1855–1940)                 | 1. Januar 1915 bzw. 9. Oktober 1918                       | 1. Oktober 1915 bzw. 1. Dezember 1923 | Übertritt zum 6. Zivilsenat bzw. Ruhestand                                  |  |
| 38  | Georg Schaps (1867–1918)                   | 1. März 1918                                              | 22. August 1918                       | Verstorben                                                                  |  |
| 39  | Paul Asten (1861–1925)                     | 19. November 1918                                         | 24. Juli 1925                         | Verstorben; zugleich 5. Zivilsenat                                          |  |
| 40  | Karl Picot (1863–1939)                     | 1. Oktober 1919                                           | 31. Januar 1932                       | Ruhestand                                                                   |  |
| 41  | Gerhart Veltman (1871–1945)                | 1. April 1924                                             | l. November 1937                      | Ruhestand                                                                   |  |
| 41  | Alois Zeiler (1868–1966)                   | 1. Oktober 1922                                           | 1. Januar 1923                        | Übertritt zum 1. Strafsenat                                                 |  |
| 42  | Franz Bitter (1865–1924)                   | 2. Dezember 1922                                          | 23. Mai 1924                          | Verstorben                                                                  |  |
| 43  | Paul Josef Hankel (1856–)                  | 1. Dezember 1923                                          | 1. Februar 1925                       | Ruhestand                                                                   |  |
| 44  | Karl Gunkel (1864–1940)                    | 1. Juni 1924                                              | 31. August 1932                       | Ruhestand                                                                   |  |
| 45  | Eduard Bartels (1872–1928)                 | 28. Februar 1925                                          | 5. Juli 1928                          | Verstorben                                                                  |  |
| 46  | Wilhelm Witt (1869–)                       | 1. Mai 1925                                               | vor 1932                              | auch 3. Strafsenat, ab 4. Oktober 1928 Präsident des 2. Strafsenats         |  |
| 47  | Eugen Kolb (1879–1954)                     | 1. Februar 1926 bzw. nach 1929                            | 5. Oktober 1928 bzw. 1937             | Ernennung zum Senatspräsidenten 5. Zivilsenat, bzw. ab 1939 II. Zivilsenat. |  |
| 48  | Julius Lellbach (1873–)                    | 16. September 1926                                        | 5. Oktober 1928                       | Übertritt zum 4. Zivilsenat                                                 |  |
| 49  | Otto Weipert (1874–1961)                   | 20. Juni 1928                                             | 1. Mai 1939                           | Mitarbeiter des RGRK nach 1945; Präsident des VG Karlsruhe 1948             |  |
| 50  | Werner Pinzger (1878–1939)                 | 4. Oktober 1928                                           | vor 1932                              | 1932 im 9. Zivilsenat                                                       |  |
| 51  | Otto Klimmer (1878–1967)                   | 5. Oktober 1928                                           | 16. November 1928                     | Übertritt zum 4. Strafsenat                                                 |  |
| 52  | Friedrich Helber (1870–1942)               | 16. November 1928 bzw. 1940                               | 1937 bzw. 1941                        | Ruhestand bzw. Reaktivierung                                                |  |
| 53  | Reinhold Unger (1877–1946)                 | 1932                                                      | 1935                                  |                                                                             |  |
| 54  | Schroer                                    | 1934                                                      | 1935                                  |                                                                             |  |
| 55  | Waldemar Koehne (1880–1938)                | 1934                                                      | 1. August 1935                        | Ruhestand                                                                   |  |
| 56  | Carl Hertel (1879–1958)                    | 1934                                                      | 1938                                  | nachher 5. Zivilsenat                                                       |  |
| 57  | Schröder                                   | 1935                                                      | 1936                                  |                                                                             |  |
| 58  | Heinrich Frings (1885–1946)                | 1938                                                      |                                       | Bruder Joseph Kardinal Frings'1938                                          |  |
| 59  | Hans Neumerkel (1886–1946)                 | 24. August 1936 (Hilfsrichter 30. April 1935)             |                                       |                                                                             |  |
| 60  | Werner Schulze (1882–1946)                 | (Hilfsrichter 7. Dezember 1936) 1. März 1937              | 1945                                  |                                                                             |  |
| 61  | Gottfried Stumpf (1884–1962)               | 22. Februar 1937                                          | 1941                                  |                                                                             |  |
| 62  | Dr. Ludwig Lippert (1884– ?)               | 22. Februar 1937                                          |                                       |                                                                             |  |
| 63  | Bruno Schuster (1884–1946)                 | 1. April 1938 (Hilfsrichter 1937)                         |                                       |                                                                             |  |
| 64  | Wilhelm Menges (1894–1963)                 | 1941                                                      | 1944                                  | Verbleib im Reichsgericht ohne Senat                                        |  |
| 65  | Wolfgang Schrutka (1887–1945)              | 1941                                                      | 1945                                  |                                                                             |  |
| 66  | Artur Köllensperger (1884–1946)            | 1945                                                      | 1945                                  |                                                                             |  |
| 67  | Dr. Fritz Goedicke (Goedecke) (-1952)      | 1945                                                      | 1945                                  |                                                                             |  |